# Lyle Alzado
Lyle Martin Alzado (* 3. April 1949 in New York City, New York; † 14. Mai 1992 in Portland, Oregon) war ein US-amerikanischer American-Football-Spieler und Schauspieler. Er spielte unter anderem in der NFL für die Denver Broncos.

## Leben

### Jugend/College
Alzado wuchs zunächst in Brooklyn auf. Im Alter von 10 Jahren zog er mit seinen Eltern nach Long Island. Dort besuchte er die High School und machte die ersten Football-Gehversuche. Nach seiner Schulzeit besuchte er zunächst das Kilgore College in Kilgore, Texas, bevor er sich dem Yankton College in Yankton, South Dakota anschloss. Das Yankton College hatte keine hochklassige College-Footballmannschaft, trotzdem waren Alzados Leistungen, der Defensive End spielte, derart herausragend, dass die NFL Scouts auf ihn aufmerksam wurden. Das Yankton College ist mittlerweile nicht mehr existent, auf dem Collegegelände befindet sich jetzt ein Gefängnis.

### Profikarriere
Alzado war den Scouts der Denver Broncos schon anhand von Videoanalysen aufgefallen. In der NFL Draft 1971 wurde er in der vierten Runde an 79. Stelle gewählt. 1974 hatte er in Denver seine erfolgreichste Saison. Er erzielte in dieser Saison 13 Sacks und 80 Tackles. 1975 wechselte Alzado auf die Position eines Defensive Tackle. Ihm gelangen 91 Tackles in dieser Saison. 1976 zog er sich im ersten Spielzug der Saison eine schwere Knieverletzung zu und fiel lange aus. 1977 kehrte Alzado auf den Sportplatz zurück und spielte eine hervorragende Saison (8 Sacks, 80 Tackles). Bis 1978 spielte er für die Broncos, wechselte dann aber aufgrund von Vertragsschwierigkeiten 1979 zu den Cleveland Browns. 1981 erlitt er diverse kleinere Verletzungen und hatte private Schwierigkeiten. Da er den Browns zudem zu teuer war, wurde er im Tausch gegen Draftrechte an die Los Angeles Raiders abgegeben. Er setzte dort seine Karriere erfolgreich fort, wurde 1982 für gute Leistungen zum NFL Comeback Player of the Year gewählt – zum besten Spieler der Saison, der bereits als Spieler abgeschrieben und auf das Spielfeld erfolgreich zurückgekehrt war. Alzado musste nach Abschluss der Saison 1985 aufgrund einer Verletzung nach insgesamt 196 Spielen in der regular Season und 97 erzielten Sacks seine Laufbahn beenden.
1978 scheiterte er mit seinen Broncos im Super Bowl XII gegen die Dallas Cowboys mit 27:10. 1983 konnte er mit den Raiders unter Head Coach Tom Flores den Super Bowl XVIII gegen die Washington Redskins mit 38:9 gewinnen.
Alzado war bei seinen Gegenspielern wegen seiner harten Spielweise sehr gefürchtet. Da er in einem Spiel gegen die New York Jets auf dem Spielfeld seinen Helm auszog und damit nach einem Gegenspieler warf, wurde von der NFL noch während seiner Karriere die Lyle Alzado Rule eingeführt, die ein solches Verhalten strikt unter Strafe stellte.

### Ehrungen
Alzado spielte 1977 und 1980 im Pro Bowl, dem Abschlussspiel der besten Spieler einer Saison. Ferner stand er fünfmal im AFC All Star Team (Wahlen zum All Star getrennt nach AFC und NFC finden heute in der NFL nicht mehr statt!). 1982 wurde er zum NFL Comeback Player of the Year gewählt, 1977 zum AFL-AFC Defensive Player of the Year gewählt, dem besten Abwehrspieler in der AFC. Im Jahr 2008 wurde Alzado in die International Jewish Sports Hall of Fame aufgenommen.

### Schauspieler
Alzado hatte seine ersten Film- und TV-Auftritte bereits während seiner Zeit als Footballspieler im Jahr 1979. Er spielte neben Schauspielern wie Stacy Keach oder Richard Dean Anderson. In der amerikanischen TV-Serie Learning the Ropes spielte er die Hauptrolle. Die Serie war auch in Deutschland zu sehen. In der Serie spielt er einen Lehrer, der nebenbei als Wrestler tätig ist, was er aber vor seiner Familie geheim halten will.

### Tod
Nach seiner Karriere als Footballspieler gab Alzado zu, sich mit anabolen Steroiden gedopt zu haben. Außerdem hat er seine Mannschaftskameraden mit Dopingmitteln versorgt. 1992 starb er an einem Gehirntumor – einer Erkrankung, die er selbst auf seinen Dopingmissbrauch zurückführte. Dieser Umstand gilt aber als medizinisch nicht bewiesen. Lyle Alzado ist auf dem River View Cemetery in Portland, Oregon, beerdigt.

## Filmografie
- 1979: The Double McGuffin
- 1981: The Girl, the Gold Watch & Dynamite
- 1985: Trio mit vier Fäusten (Riptide)
- 1986: Verwegene Hunde (Oceans of Fire, Fernsehfilm)
- 1987: Highwayman (The Highwayman, Pilot-Film)
- 1988: Destroyer
- 1988: Learning the Ropes
- 1990: Der Typ mit dem irren Blick II (Zapped Again!)
- 1991: Black Berets – Zum Sterben geboren (Comrades in Arms)
- 1992: Neon City